# Deno
Deno — програмний проєкт, що пропонує схожу на Node.js платформу для відокремленого виконання застосунків на мовах JavaScript і TypeScript, яка може бути використана для виконання застосунків без прив'язки до браузеру, наприклад, для створення обробників, що працюють на сервері. У Deno використовується JavaScript-рушій V8, який також застосовується в Node.js і браузерах на основі проєкту Chromium.
Код проєкту поширюється під ліцензією MIT. Проєкт розвиває Раян Дал (Ryan Dahl), творець JavaScript-платформи Node.js.

## Особливості
Однією з головних цілей створення нового runtime для JavaScript є надання більш захищеного оточення. Для підвищення безпеки обв'язка навколо рушія V8 написана на мові Rust, що дозволяє уникнути багатьох вразливостей, що виникають через низькорівневу роботу з пам'яттю, таких як звернення до області пам'яті після її звільнення, розіменування нульових вказівників і вихід за межі буфера. Для обробки запитів в неблокуючому режимі застосовується платформа Tokio, також написана на мові Rust. Tokio дозволяє створювати високопродуктивні застосунки на основі подієво-орієнтованої архітектури (Event-driven), що підтримують багатонитевість і обробку мережевих запитів в асинхронному режимі.
Основні особливості Deno:
- Орієнтація на безпеку в конфігурації за замовчуванням. Звернення до файлів, мережеві можливості і доступ до змінних оточення за замовчуванням блоковані і вимагають явного включення;
- Вбудована підтримка мови TypeScript крім JavaScript;
- Runtime поставляється в формі одного самодостатнього виконуваного файлу ("deno"). Для запуску застосунків за допомогою Deno досить завантажити для своєї платформи один виконуваний файл, розміром близько 10 Мб, що не мають зовнішніх залежностей і не вимагає якогось особливого установки в систему;
- При запуску програми, а також для завантаження модулів можна використовувати адресацію через URL. Наприклад, для запуску програми welcome.js можна використовувати команду

```
deno 
https://deno.land/std/examples/welcome.js
 
[
Архівовано
 19 лютого 2020 у 
Wayback Machine
.
]
```

Код з зовнішніх ресурсів завантажується і кешується на локальній системі, але ніколи автоматично не оновлюється (для поновлення потрібно явно запустити застосунок з прапором "--reload");
- Ефективна обробка в застосунках мережевих запитів по HTTP, платформа розрахована на створення високопродуктивних мережевих застосунків;
- Можливість створення універсальних вебзастосунків, які можуть виконатися як в Deno, так і в звичайному веббраузері;
- Крім runtime платформа Deno також виконує роль пакетного менеджера і дозволяє всередині коду звертатися до модулів по URL. Наприклад, для завантаження модуля можна вказати в коді

```
import * as log from "
https://deno.land/std/log/mod.ts
 
[
Архівовано
 19 лютого 2020 у 
Wayback Machine
.
]
"
```

Файли, завантажені з зовнішніх серверів по URL, кешуються. Прив'язка до версій модулів визначаються через вказування номерів версій всередині URL, наприклад, "https://unpkg.com/liltest@0.0.5/dist/liltest.js [Архівовано 19 лютого 2020 у Wayback Machine.]";
- До складу інтегрована система інспектування залежностей (команда "deno info") і утиліта для форматування коду (deno fmt).
- Для розробників застосунків запропонований набір стандартних модулів, які пройшли додатковий аудит і перевірку на сумісність;
- Всі скрипти застосунку можуть бути об'єднані в один JavaScript файл.

Відмінності від Node.js:
- Deno не використовує пакетний менеджер npm і не прив'язується до репозиторіїв, адресація модулів здійснюється через URL або по файловому шляху, а самі модулі можуть розміщуватися на будь-якому сайті;
- Різниця API, всі асинхронні дії в Deno повертають promise;
- Deno вимагає явного визначення всіх необхідних повноважень для файлів, мережі та змінних оточення;
- Всі помилки, які не забезпечені обробниками, призводять до завершення виконання програми;
- У Deno застосовується система модулів ECMAScript і не підтримується require().

## Виноски
1. ↑  Contributors, denoland/deno, Github. Архів оригіналу за 30 травня 2019. Процитовано 5 липня 2019.
2. ↑  Deno 0.32.0. Архів оригіналу за 22 лютого 2020. Процитовано 3 лютого 2020 — через GitHub.
3. ↑  deno/LICENSE at master. GitHub. Архів оригіналу за 29 травня 2019. Процитовано 5 липня 2019.
4. ↑  The MIT License. Open Source Initiative. 17 вересня 2018. Архів оригіналу за 9 травня 2020. Процитовано 17 вересня 2018.